# (29) Амфитрита
(29) Амфитри́та (лат. Amphitrite) — астероид главного пояса, который входит в число 25 самых крупных астероидов главного пояса и принадлежит к светлому спектральному классу S. Он был открыт 1 марта 1854 года немецким астрономом Альбертом Мартом в обсерватории Бишопа, Великобритания и назван в честь древнегреческой нереиды Амфитриты, жены Посейдона, матери Тритона и Роды.

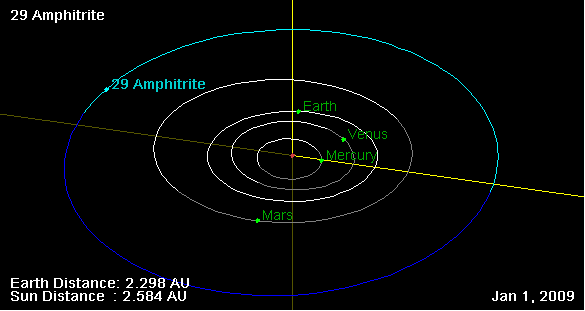
Орбита астероида Амфитрита и его положение в Солнечной системе

Кроме того, одно время он рассматривался как возможная цель космической миссии аппарата «Галилео» и мог стать первым астероидом, исследованным автоматической межпланетной станцией.

## Характеристики
Данный астероид расположен в средней части главного пояса на расстоянии 2,55 а. е. от Солнца, вблизи орбитального резонанса с Юпитером 3:1. Орбита Амфитриты имеет наименьшие значения эксцентриситета и наклона к плоскости эклиптики среди других крупных астероидов. Вообще, орбита этого тела, является одной из самых круговых среди всех обнаруженных на сегодня астероидов, её эксцентриситет составляет всего 0,072, в связи с этим расстояние астероида от Солнца по мере движения по орбите меняется довольно слабо, примерно от 354,325 млн км в перигелии до 410,113 млн км в афелии. Как следствие, имея (благодаря крупным размерам и относительно хорошему альбедо) большое значение абсолютной звёздной величины (5,85m), он даже в моменты наибольших сближений с Землёй никогда не станет столь же ярким, как астероиды (6) Геба и (7) Ирида, хотя они и имеют приблизительно одинаковые с Амфитритой значения размеров и альбедо. Максимальная видимая звёздная величина этого астероида составляет +8,65 m, но обычно она не превышает значения + 9,5 m.

## Исследования

Снимки астероидов (29) Амфитрита, (324) Бамберга, (89) Юлия и (2) Паллада, полученные с помощью приёмника SPHERE на Очень Большом Телескопе Европейской южной обсерватории (VLT ESO)

В 1979 года, основываясь на данных кривой блеска астероида, E. F. Tedesco предположил наличие спутника у Амфитриты, но в результате более поздних исследований, проведённых в 1986 году Университетом Аризоны по поиску потенциальных спутников диаметром более 3 километров, ни одного спутника обнаружить так и не удалось.
27 декабря 1984 года директор NASA Джеймс Беггс утвердил пролёт АМС «Галилео» недалеко от Амфитриты (на расстоянии 10-20 тысяч километров), с целью фотографирования её поверхности и определения состава пород. Чтобы обеспечить встречу с Амфитритой, «Галилео» должен был совершить дополнительный манёвр, вследствие которого планируемое прибытие космического аппарата к Юпитеру смещалось с августа на декабрь 1988 года. Однако, после катастрофы шаттла «Челленджер» (28 января 1985) запуск «Галилео» был отложен до 1989 года. А перенос сроков запуска и, как следствие, изменение траектории полёта к Юпитеру, сделали невозможным сближение «Галилео» с Амфитритой, поэтому вместо него в качестве объекта исследования был выбран астероид (951) Гаспра.
В 2005 году, основываясь на гравитационных возмущениях, оказываемых Амфитритой на астероиды (987) Валлия и (6904) Макгилл, учёные смогли определить её массу и плотность. Первоначально James Baer и Steven R. Chesley оценивали массу 1,9⋅1019 кг, но в результате последних измерений эта оценка была снижена до 1,18⋅1019 кг.